# Аргос-Микене
Аргос-Микене (греч. Δήμος Άργους - Μυκηνών) — община (дим) в Греции в северо-восточной части Пелопоннеса, на побережье залива Арголикос. Входит в периферийную единицу Арголида в периферии Пелопоннес. Население 42 022 жителя по переписи 2011 года. Площадь 1002,508 квадратного километра. Плотность 41,92 человека на квадратный километр. Административный центр — Аргос, исторический центр — Микене (Микены). Димархом на местных выборах 2014 года избран Димитриос Камбосос (Δημήτριος Καμπόσος).
Создана в 2010 году (ΦΕΚ 87Α) по программе «Калликратис» при слиянии упразднённых общин Аргос, Куцоподион, Лерна, Лиркия, Микене, Неа-Киос, а также сообществ Алея и Ахладокамбос.

## Административное деление

Административное деление общины:
1 — Аргос
2 — по часовой стрелке сверху: Алея, Лиркия, Куцоподион, Микене, Неа-Киос, Лерна, Ахладокамбос

Община Аргос-Микене делится на 8 общинных единиц.